# Хорышув-Польский
Хорышув-Польский (пол. Horyszów Polski) — деревня в Замойском повете Люблинского воеводства Польши. Входит в состав гмины Ситно. Находится примерно в 11 км к востоку от центра города Замосць. По данным переписи 2011 года, в деревне проживал 501 человек.
В 1975—1998 годах деревня входила в состав Замойского воеводства.

## Население
Демографическая структура по состоянию на 31 марта 2011 года:
|         | Всего | До трудоспособного возраста | Трудоспособного возраста | Старше трудоспособного возраста |
| ------- | ----- | --------------------------- | ------------------------ | ------------------------------- |
| Мужчины | 256   | 51                          | 178                      | 27                              |
| Женщины | 245   | 47                          | 135                      | 63                              |
| Всего   | 501   | 98                          | 313                      | 90                              |